# Olivar de Quintos (métro de Séville)
Olivar de Quintos est une des deux stations terminus de la ligne 1 du métro de Séville. Elle est située sur l'avenue des Comtes d'Ibarra, à Dos Hermanas, en Andalousie.

## Situation sur le réseau

Plan du réseau.

Établie en surface, Olivar de Quintos est la station terminus sud-ouest de la ligne 1 du métro de Séville. Elle est située en zone tarifaire 2, après Europa, en direction du terminus est de Ciudad Expo.
Elle comporte les deux voies de la ligne établies à l'air libre, encadrant un quai central couvert et équipé de portes palières.

## Histoire
La station ouvre au public le 23 novembre 2009, sept mois après l'inauguration de la ligne 1.

## Services aux voyageurs

### Accès et accueil
L'accès à la station est constitué d'un bâtiment situé à l'extrémité des voies, ouvert sur l'avenue des Comtes d'Ibarra par un passage traversant.

### Desserte
Olivar de Quintos est desservie par les rames CAF Urbos II qui circulent sur la ligne 1.

### Intermodalité
La station est en correspondance avec la ligne d'autobus interurbain M-130 du consortium des transports métropolitains de l'aire de Séville (CTMAS).